# Gavce
Gavce – wieś w Słowenii, w gminie Šmartno ob Paki. W 2018 roku liczyła 391 mieszkańców. Gavce położone jest na wysokości 320 m n.p.m. i zajmuje powierzchnię 2,5 km², co daje gęstość zaludnienia na poziomie 156,4 osób na km².

## Geografia
Gavce znajduje się w północno-wschodniej części Słowenii, w regionie Styria. Wieś leży w dolinie rzeki Paka, otoczona wzgórzami i lasami. Okolica charakteryzuje się łagodnym klimatem i żyznymi glebami, co sprzyja rolnictwu.

## Historia
Gavce ma długą historię, sięgającą średniowiecza. Nazwa miejscowości pochodzi prawdopodobnie od słowiańskiego słowa „gav”, które oznaczało „gaj” lub „las”. W przeszłości wieś była ośrodkiem rolniczym, a jej mieszkańcy zajmowali się uprawą zbóż i hodowlą zwierząt. Współcześnie Gavce zachowało swój tradycyjny charakter, będąc jednocześnie miejscem atrakcyjnym dla turystów.

## Demografia
Według danych z 2018 roku Gavce liczyło 391 mieszkańców. W ostatnich latach obserwuje się niewielki spadek liczby ludności, co jest związane z migracją młodych ludzi do większych miast w poszukiwaniu pracy i lepszych warunków życia.

## Infrastruktura
Gavce posiada podstawową infrastrukturę, w tym drogi lokalne łączące wieś z pobliskimi miejscowościami. W pobliżu znajduje się kilka sklepów oraz przystanek autobusowy, zapewniający połączenie z Šmartno ob Paki i innymi większymi ośrodkami.

## Kultura i tradycje
W Gavce organizowane są liczne wydarzenia kulturalne i festiwale, które przyciągają mieszkańców i turystów. Wieś jest również znana z tradycyjnych potraw regionalnych, takich jak „štruklji” (roladki z ciasta) i „žlikrofi” (pierogi).

## Źródła
- Statistični urad Republike Slovenije
- Oficjalna strona gminy Šmartno ob Paki